# Chuck E. Cheese's
Chuck E. Cheese's (precedentemente Chuck E. Cheese's Pizza Time Theatre e Chuck E. Cheese's Pizza) è una catena di negozi di ristorazione ed intrattenimento. Chuck E. Cheese's è il marchio principale di CEC Entertainment, Inc. (NYSE: CEC), con sede Irving, Texas. La società è stata fondata da Nolan Bushnell, noto per aver fondato la società di produzione di videogiochi arcade Atari, Inc.
L'idea è quella di una pizzeria con, a completamento, videogiochi arcade, cavalcabili, spettacoli di animatroni ed altre forme di intrattenimento per bambini, come i castelli ed i tubi per arrampicarsi e scivolare. Il marchio è rappresentato da "Chuck E. Cheese", un topo antropomorfo.
I personaggi principali sono: Chuck E., Helen Henny, Mr. Munch The Monster, Jasper T Jowls (Chiamato “jowls” per le sue grandi guance nelle versioni precedenti) e Pasqually P. Pieplate
La società fu fondata come Chuck E. Cheese's Pizza Time Theatre da Nolan Bushnell nel 1977 come il primo ristorante per famiglie in cui oltre al cibo venivano offerti intrattenimenti animati e giochi arcade. 
Il primo cast era formato da Pasqually The Chef, Jasper T Jowls,  Big C (Ovvero il nickname di Chuck E Cheese) e Crusty The Cat. Quest'ultimo venne rimosso nel 1978 e Venne sostituito da Mr Munch. Nel 1980 si unirono le cosiddette "Guest Stars",circa 6 personaggi femminili che, tra il 1979 e il 1984, si scambiavano il posto nel cast principale. Una tra queste è Helen Henny che diventerà un personaggio fisso dal 1984. Nel 1983 Pizza Time Theatre aveva molti debiti e perciò più tardi andò in bancarotta. Nel 1984 Pizza Time Theatre fu rilevata da Showbiz Pizza Place divenendo Showbiz Pizza Time, Inc. ma mantenendo le due catene di ristorazione come entità separate. Nel 1991/2, Showbiz Pizza Time, Inc. unificò i due marchi sotto il nome di Chuck E. Cheese's Pizza. Nel 1994 iniziò un'opera di rinnovamento della società, che portò all'adozione del nome Chuck E. Cheese's nel 1995.
Nel 1998 Showbiz Pizza Time, Inc. fu rinominata CEC Entertainment, Inc., rimuovendo ogni residua menzione a Showbiz Pizza Place, Inc., il nome con cui CEC Entertainment, Inc. era nata.
Nel 2007 la società ha celebrato il suo 30º anniversario. A maggio del 2009 conta 542 ristoranti.
Il Chuck E. Cheese's è stato d'ispirazione per le ambientazioni della saga di videogiochi horror Five Nights at Freddy's creata da Scott Cawthon
Nel 2016, la società ha annunciato la rimozione dei suoi famosi animatronici. Questa scelta è stata a lungo criticata, in quanto il concept di Chuck E. Cheese’s si basa proprio su quest'ultimi, sostituiti da piste da ballo e un enorme schermo che trasmette i videoclip delle canzoni utilizzate in un certo periodo.
Nel 2020, la società ha rischiato la bancarotta, e di conseguenza sono stati chiusi più di 100 ristoranti.
, nello stesso anno alcuni ristoranti sono apparsi sulle app di delivery con il nome “Pasqually Pizza and Wings”.